# 로드리고 무뇨스
로드리고 마르틴 무뇨스 살로몬(스페인어: Rodrigo Martín Muñoz Salomón roˈðɾiɣo muˈɲos[*], 1982년 1월 22일, 몬테비데오 ~) 은 우루과이의 축구 선수로, 현재 파라과이 프리메라 디비시온의 세로 포르테뇨 소속이다.

## 클럽 경력

### 세로
무뇨스는 2002년부터 2008년까지 세로 소속으로 활약하면서 4골을 넣기도 했다.

### 나시오날
2009년, 그는 나시오날로 이적하였고, 2009년 2월 12일, CDU 산마르틴과의 코파 리베르타도레스 2009 홈경기에서 데뷔, 2-1 승리에 일조했다. 나시오날 소속으로, 그는 우루과이 프리메라 디비시온을 두 차례 (2009, 2011) 우승했다.

### 리베르타드
2012년 1월, 그는 파라과이 클럽 리베르타드와 새 계약을 체결했다.

## 국가대표팀 경력
2011년 5월 18일, 그는 진스하임에서 열린 독일과의 친선전에서 후보 선수였다.

## 수상
나시오날
- 우루과이 프리메라 디비시온: 2008–09, 2010-11